# Liste der Kulturgüter in Bedano
Die Liste der Kulturgüter in Bedano enthält alle Objekte in der Gemeinde Bedano im Schweizer Kanton Tessin, die gemäss der Haager Konvention zum Schutz von Kulturgut bei bewaffneten Konflikten, dem Bundesgesetz vom 20. Juni 2014 über den Schutz der Kulturgüter bei bewaffneten Konflikten sowie der Verordnung vom 29. Oktober 2014 über den Schutz der Kulturgüter bei bewaffneten Konflikten unter Schutz stehen.
Objekte der Kategorie A sind im Gemeindegebiet nicht ausgewiesen, Objekte der Kategorie B sind vollständig in der Liste enthalten, Objekte der Kategorie C fehlen zurzeit (Stand: 1. Januar 2023).

## Kulturgüter
| Foto |                                                                 | Objekt                                                                                        | Kat. | Typ | Standort                        | Beschreibung |
| ---- | --------------------------------------------------------------- | --------------------------------------------------------------------------------------------- | ---- | --- | ------------------------------- | ------------ |
| ja   | Datei hochladen · Wikidata zu Oratorium Santa Maria (Q29883886) | Oratorium Santa Maria / Oratorio di Santa Maria KGS-Nr.: 05266                                | B    | G   | Via Santa Maria 714598 / 101049 |              |
| BW   | Datei hochladen · Wikidata zu Burgruine Casletto (Q29883888)    | Casletto, mittelalterliche Burgruine / Casletto, ruderi del castello medievale KGS-Nr.: 12021 | B    | F   | Casletto 714399 / 101778        |              |